# تپه گندل‌آباد
تپه گندل آباد مربوط به هزاره اول قبل از میلاد است و در شهرستان مهدیشهر، روستای فولاد محله واقع شده و این اثر در تاریخ ۱۱ دی ۱۳۸۰ با شمارهٔ ثبت ۴۶۴۸ به‌عنوان یکی از آثار ملی ایران به ثبت رسیده است.